# Doimon doichiangdao
Doimon doichiangdao is een krabbensoort uit de familie van de Potamidae. De wetenschappelijke naam van de soort is voor het eerst geldig gepubliceerd in 1990 door Naiyanetr & Ng.